# ペガスス座51番星b
ペガスス座51番星bは、太陽以外の恒星の周囲を回る惑星として初めて発見された、太陽系外惑星である。
主星であるペガスス座51番星の直近を公転する、典型的なホット・ジュピターである。2017年には大気中から水の痕跡が発見された。なお、2019年にはペガスス座51番星bを発見した2名には、ノーベル物理学賞が授与された。

## 性質
地球からの距離は、およそ50光年ほどである。

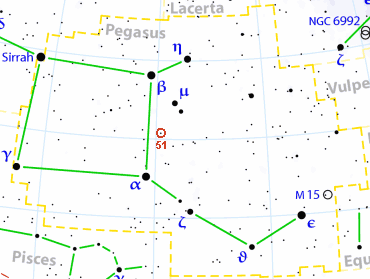
ペガスス座におけるペガスス座51番星の位置。赤い〇印が付けられた場所。

ペガスス座51番星bは、木星の半分ほどの質量を持つ惑星である。主星から0.05 auという、非常に恒星から近い位置を公転している。そのため惑星の表面は、約1000 ℃に加熱されていると考えられている。このような天体は、発見当時の惑星形成理論では説明がつかない異常な惑星であった。しかしペガスス座51番星bの発見以後、同様の惑星がかに座55番星やうしかい座τ星で発見された。また天文学者は惑星形成理論を修正して、恒星系のより外側で誕生した惑星が、その後、次第に内側へ移動してきたという理論を組み立てた。
ペガスス座51番星bは発見当初、地球型惑星であろうと推定されていたが、現在では、木星のような巨大ガス惑星であろうと考えられている。それは、直近に有る恒星から噴き出す恒星風によって、この惑星の大気が吹き飛ばされないための充分な質量を持っているからである。ペガスス座51番星bは、恒星によって灼熱状態に加熱されているため、質量は木星の半分ほどであるにもかかわらず、熱膨張のために、その半径は木星より大きいと予想されている。また、大気は高温のために赤く発光し、珪酸塩の雲が漂っていると考えられている。
なおペガスス座51番星bは、主星から受ける強力な潮汐力のせいで自転周期と公転周期が一致し、主星に常に同じ面を向けていると考えられている。これはちょうど月が地球に同じ面を向けているのと同様の状態である。

## 発見

NASAによる、太陽系外惑星発見を歓喜するポスター。

ペガスス座51番星bの発見について、スイスのジュネーブ天文台のミシェル・マイヨールとディディエ・ケローにより、1995年10月6日に『ネイチャー』誌で報告された。なお、両氏はこの業績によって2019年にノーベル物理学賞を受賞した。
この報告を受けて、追試を行い、1995年10月12日に、サンフランシスコ州立大学のジェフリー・マーシーと、カリフォルニア大学のポール・バトラーが確認した。
スイスのグループはペガスス座51番星のスペクトルの変化を調べ、恒星が70 (m/s)の振幅で視線方向に振動していることを発見した。そしてこの振動の原因は、主星から800万 kmの距離を公転する、惑星の重力だと結論付けた。彼らの用いた方法はドップラー偏移法で、系外惑星探査の有効な方法として知られる。
もっとも系外惑星自体は、パルサーの惑星としてPSR B1257+12の惑星系が発見されていた。しかし、太陽のような恒星では、この惑星が初の発見例である。
ペガスス座51番星bが発見される以前は、地球から観測可能な巨大惑星は、恒星から離れた軌道を数年から数十年かけて公転しているだろうと考えられていた。このような惑星を発見するには頻繁な測定は必要でないため、ペガスス座51番星bのような短い公転周期の惑星は見逃され続けてきた。一方で、ペガスス座51番星bのような天体は、頻繁に観測さえすれば容易に発見・確認できるため、ペガスス座51番星b以降は数多くの太陽系外惑星が報告されるようになった。

## 可視光による直接的な検出
ペガスス座51番星bでは、可視光線の反射による太陽系外惑星検出の初の試みが行われた。ヨーロッパ南天天文台が運用している、チリのラ・シヤ天文台にある高精度視線速度系外惑星探査装置（HARPS）を使用して天文学者は検出を行った。この観測により、ペガスス座51番星bの正確な質量が、0.46 MJであると判明した。

## 名称

### 51 Pegasi b
フラムスティード番号は51 Pegasi b（略称は51 Peg b）である。bはその惑星系で最初に発見された惑星につけられる符号で、発見順に（同時発見なら内側から）b、c、d……と付与される。

### ディミディウム
2015年に国際天文学連合によって太陽系外惑星系の名前の公募が行われた際に、この星系の名称も募集された。2015年12月15日に国際天文学連合より、スイスのルツェルンにある天文クラブからの提案を採用し、主星に Helvetios 、惑星bに ディミディウム (Dimidium) という名前を選定したと発表された。Helvetios は、中世にスイス地方（ヘルヴェティア）に住んでいたケルト系民族を指す the Helvetian（ヘルウェティイ族）のラテン語形である。またディミディウムは、ラテン語で「半分」を意味し、この惑星が木星の半分程度の質量を持つ事に由来する。

### ベレロフォン（旧称）
惑星の観測に携わったジェフリー・マーシーが命名した ベレロフォン (Bellerophon) という非公式な名称が、一時期使われた。この名前はギリシア神話の英雄ベレロポーンにちなんでいる。ベレロポーンはペーガソスに騎乗していたとされ、そのためペガスス座にあるこの惑星の呼び名とされた。
しかしこの名称は、1960年に発見された1808番小惑星ベレロフォンに使用済みだった。国際天文学連合は、系外惑星の固有名承認に先立ってガイドラインを策定したが、その中に「既存の天体名に似すぎない」という規定が有ったため、承認される可能性は低かった。